# Nagroda Nikkan Sports Drama Grand Prix
Nagroda Nikkan Sports Drama Grand Prix (jap. 日刊スポーツ・ドラマグランプリ Nikkan Supōtsu Dorama Guranpuri) – nagrody filmowe przyznawane przez gazetę Nikkan Sports japońskim dramą telewizyjnym.
14. edycja Nikkan Sports Drama Grand Prix została odwołana z powodu trzęsienia ziemi we wschodniej Japonii w 2011 roku.

## Kategorie
Nagrody przyznawane są w kategoriach:
- Najlepsza Drama (według pór roku)
  - Letnia
  - Jesienna
  - Zimowa
  - Wiosenna
- Najlepszy Aktor
- Najlepsza Aktorka
- Najlepszy Aktor Drugoplanowy
- Najlepsza Aktorka Drugoplanowa
- Najlepszy Debiutant